# ステファン・ベロフ
- シュテファン

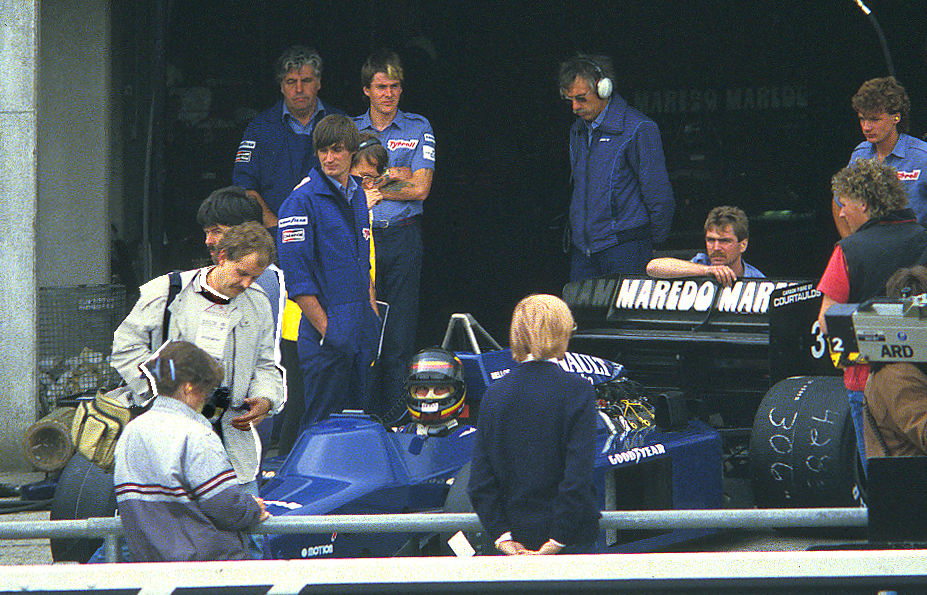
ステファン・ベロフ

ステファン・ベロフ（Stefan Bellof, 1957年11月20日 - 1985年9月1日）はドイツ出身のレーシングドライバーである。

## 経歴

### 初期の経歴
1980年にドイツカート選手権でチャンピオンを獲得し、翌1981年にはドイツFF1600でチャンピオンを獲得する。同時にドイツF3選手権に参戦、7レースに出場し、年間ランキング3位を獲得。
1982年、ヨーロッパF2選手権にマウアーから参戦。開幕2連勝して注目を浴びた。
1983年には、世界耐久スポーツカー選手権でポルシェのワークス・チームで956をドライブして活躍した。また、アイルトン・セナ、マーティン・ブランドルとともにシルバーストン・サーキットでのF1マシンテストに呼ばれ、マクラーレンMP4/1Cをテストドライブした。

### フォーミュラ1
1984年

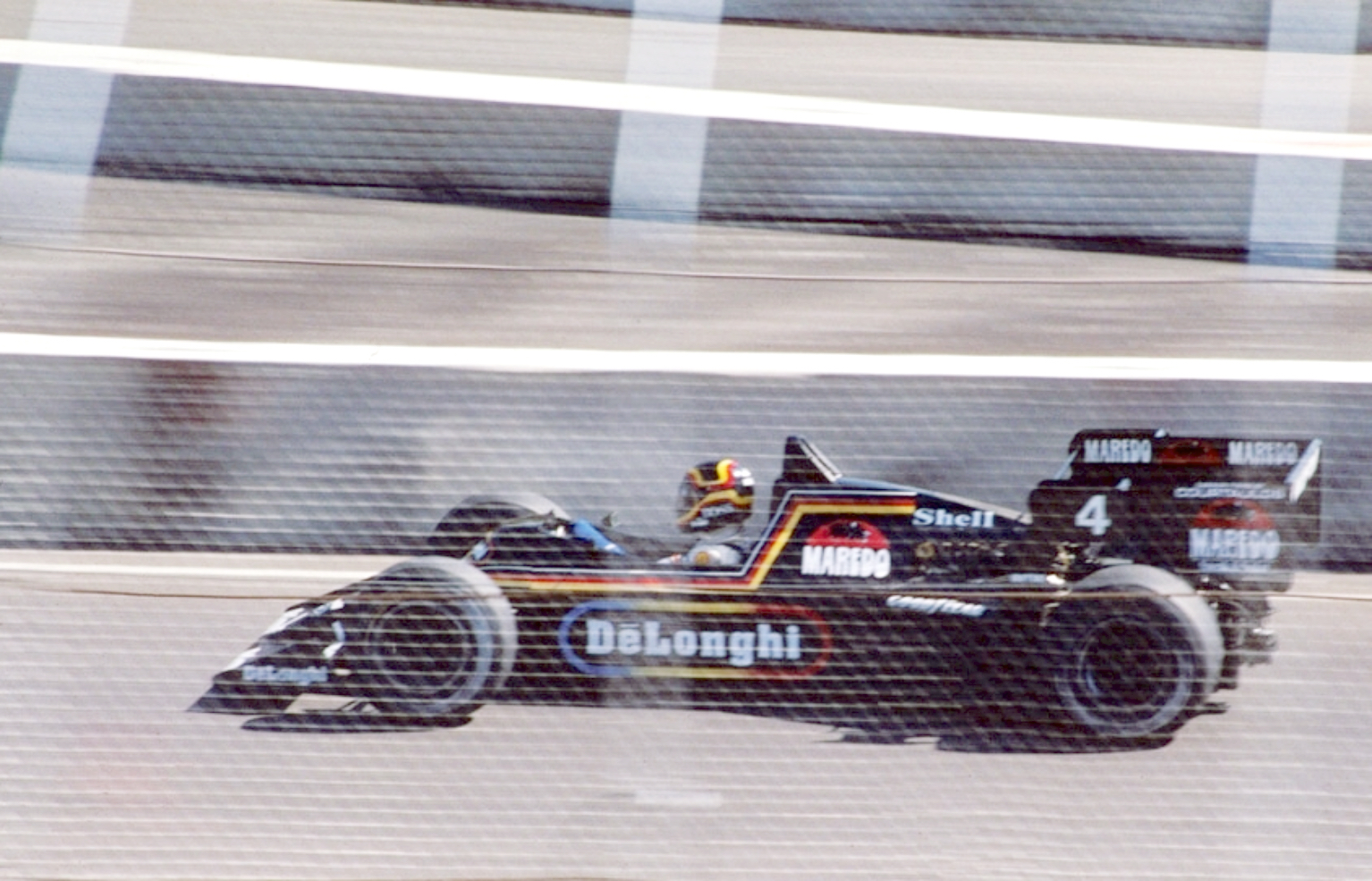
1984年ダラスGP

ティレルからF1デビューを果たした。この年のティレル・012は自然吸気エンジンを使用していたが、F1ではハイパワーなターボ・エンジンが主流になっており、非力な自然吸気エンジンを使用していたのは、ティレルとアロウズだけになっていた。シーズンが進むとアロウズもBMWのターボエンジン車のA7を投入したため、ティレルが最後の自然吸気エンジン使用チームになった。
ベロフは、第3戦ベルギーグランプリで6位に入り初入賞を記録すると、続く第4戦サンマリノグランプリでも5位に入賞した。
第6戦モナコGPでは、予選20位から追い上げ、3位表彰台を獲得。このレースは豪雨のために31周終了時点で打ち切られたが、終了時にベロフは2位のセナの13秒差、そしてトップのアラン・プロストの21秒差につけていた。またこのレースでのベロフのペースは、トップのプロストより明らかに速く、セナとほぼ変わらないものであった。加えて、セナはスタート前にガソリン漏れで背中を火傷しており、ギアボックスにもトラブルを抱えていたため、『本来の周回数だった77周は無理でも、せめて全周回数の75%である規定周回数の58周まで続いていればベロフが優勝しただろう』ともパドックでは囁かれていた。
ターボエンジンへの変更に遅れたティレルの車両ながら入賞圏内で複数回ゴールし、順調なデビューイヤーかのように見えたが、第8戦デトロイトグランプリにて、重大なエンジン規定違反が発覚。通称「水タンク事件」と呼ばれ、不正なエンジン出力の増大行為と判定された。これによって、ティレルの成績はドライバー、チームともシーズンの全成績を抹消され、シーズン終盤の出場も禁止された。
波乱のルーキーシーズンとなったF1と並行し、それまで通り世界耐久選手権にもポルシェ・ワークスとして参戦。この1984年シーズンの全9戦中5勝をマークし、ドイツ人初のチャンピオンに輝いた。
1985年
F1には、前年の不祥事によりスポンサーの殆どが撤退したティレルから参戦。自身の初陣となった第2戦ポルトガルグランプリでは、豪雨の中序盤にマンフレッド・ヴィンケルホックと接触して右フロントウイングを失いながらも6位に入賞した。また第6戦デトロイトグランプリでは4位に入るなど、戦闘力面で苦戦する中で奮闘していた。非力なマシンで非凡な才能を見せるベロフをフェラーリ総帥であるエンツォ・フェラーリも注目し、シーズン中にはチームとの関係が拗れつつあったルネ・アルヌーに変わってフェラーリ入りがほぼ内定とされた。
世界耐久選手権ではポルシェ・ワークスを離れ、プライベーターのブルンからポルシェ・956で参戦していた。

#### 事故死
しかし、9月1日にベルギーのスパ・フランコルシャンで開催された世界耐久選手権第7戦スパ1000kmにて、ベロフは生涯の幕を閉じることとなる。
レース終盤、トップのジャッキー・イクスと激しいバトルを繰り広げていたベロフは、一旦先行された後、テクニックと度胸が要求されるスパの中でも特に難所とされる登りながらの高速ブラインドコーナー、"オー・ルージュ"で抜き返しに掛かったが接触。ベロフのマシンは、イクスのマシンに押し潰されるようにコンクリートウォールに激突し、大破炎上。すぐに火は消し止められたが、医務施設で死亡が確認された。即死の状態だったという。27歳没。マシンはクラッシュの激しさから、キャビン部分から「へ」の字型に曲がっていた。事故の瞬間はイクスの車載カメラに記録されており、ベロフのマシンが押しつぶされた瞬間には衝撃で一瞬映像が途切れるほどだった。

## 評価
期待の新人だったベロフの死は、近年でもモータースポーツファンや関係者の間で度々話題にされる。『ベロフが生きていれば、ドイツ人初のF1チャンピオンはミハエル・シューマッハを待つまでもなく誕生していた』という意見がある一方、『速いが安定感に欠けていたため、生きていてもF1でチャンピオンにはなれなかった』という意見もある。
またF1においてチームメイトであったマーティン・ブランドルやステファン・ヨハンソンとは予選戦績がほぼ互角であり、後にブランドル、ヨハンソン両者ともF1での優勝は達成できなかったことから、早世ゆえにベロフは過大評価されているという声もある。
しかし、一定の評価を与える点は多くの人物に共通しており、ベロフの死を『レース史でも有数の才能の損失』として挙げる人物は今日でも多い。

## 備考
- 前述のように1984年のティレルチームの成績は全て失格扱いだが、僚友のマーティン・ブランドルが負傷で途中離脱していたのに対し、ベロフは最後までステアリングを握っていた[注釈 5]ために、連続失格10レースという、不名誉な記録の持ち主となっている。
- 1985年のF1シーズンは、ドイツ人ではベロフとマンフレッド・ヴィンケルホックの2人が参戦していた。しかしともに世界耐久選手権参戦中の事故により、最終戦を待たずに他界してしまった[注釈 6]。
- 1984年モナコグランプリにおいて、セナより2秒速かったという意見があるが、実際には2秒速かった周もあった、ということであり全体的にはほぼ同ペースであった。またファステストラップはセナが記録しており、抹消されたベロフの最速タイムはこれに及ばない。また、ティレルは非力ではあるが唯一雨中ではドライバビリティに優れる特徴があるNAエンジン搭載であり、大雨の市街地コースでは速くて当たり前という声もある[要出典]。

## レース戦績

### 略歴
| 年   | シリーズ                                         | チーム                                     | レース | 勝利 | PP | FL | 表彰台 | ポイント | 順位 |
| ---- | ------------------------------------------------ | ------------------------------------------ | ------ | ---- | -- | -- | ------ | -------- | ---- |
| 1979 | フォーミュラ・フォード1600 ドイツ                | ヴァルター・レヒナー・レーシング・スクール | 1      | 0    | 0  | 0  | 1      | ?        | ?    |
| 1980 | フォーミュラ・フォード1600 ドイツ                | ヴァルター・レヒナー・レーシング・スクール | 12     | 8    | ?  | ?  | 9      | ?        | 1位  |
| 1981 | ドイツ・フォーミュラ3選手権（英語版）            | ベルトラム・シェーファー・レーシング       | 9      | 3    | 5  | 4  | 6      | 124      | 3位  |
| 1981 | フォーミュラ・フォード1600 ドイツ                | ヴァルター・レヒナー・レーシング・スクール | 10     | 5    | ?  | ?  | 8      | 77       | 4位  |
| 1981 | フォーミュラ・フォード2000 ドイツ                | ヴァルター・レヒナー・レーシング・スクール | 2      | 0    | ?  | ?  | 0      | ?        | NC   |
| 1981 | フォーミュラ・フォード・フェスティバル（英語版） | ヴァルター・レヒナー・レーシング・スクール | 1      | 0    | 0  | 0  | 0      | N/A      | NC   |
| 1981 | VW・カストロール・ヨーロッパ・ポカール           | ヴァルター・レヒナー・レーシング・スクール | 3      | 1    | 1  | 0  | 2      | 15       | 12位 |
| 1982 | ヨーロピアン・フォーミュラ2選手権（英語版）      | マウラー・モータースポーツ                 | 13     | 2    | 1  | 5  | 4      | 33       | 4位  |
| 1982 | 世界耐久選手権                                   | クレマー・レーシング                       | 1      | 0    | 0  | 0  | 0      | 0        | NC   |
| 1982 | ドイツ・レーシングカー選手権                     | クレマー・レーシング                       | 1      | 0    | 0  | 0  | 0      | 0        | NC   |
| 1983 | ヨーロピアン・フォーミュラ2選手権                | マウラー・モータースポーツ                 | 8      | 0    | 1  | 2  | 1      | 9        | 9位  |
| 1983 | 世界耐久選手権                                   | ロスマンズ・ポルシェ                       | 6      | 3    | 4  | 4  | 4      | 75       | 4位  |
| 1983 | ヨーロピアン・スポーツカー選手権（英語版）       | ロスマンズ・ポルシェ                       | 1      | 0    | 0  | 1  | 1      | 47       | 10位 |
| 1983 | 全日本・スポーツプロトタイプカー耐久選手権       | ロスマンズ・ポルシェ                       | 1      | 1    | 1  | 1  | 1      | 20       | 4位  |
| 1983 | ノリスリンク・トロフィー（英語版）               | ロスマンズ・ポルシェ                       | 1      | 1    | 1  | 1  | 1      | N/A      | 1位  |
| 1984 | 世界耐久選手権                                   | ロスマンズ・ポルシェ                       | 9      | 6    | 5  | 3  | 6      | 139      | 1位  |
| 1984 | 世界耐久選手権                                   | ブルン・モータースポーツ                   | 9      | 6    | 5  | 3  | 6      | 139      | 1位  |
| 1984 | フォーミュラ1世界選手権                          | ティレル・レーシング・オーガナイゼーション | 11     | 0    | 0  | 0  | 0      | 0        | NC   |
| 1984 | 全日本・スポーツプロトタイプカー耐久選手権       | ロスマンズ・ポルシェ                       | 1      | 1    | 1  | 1  | 1      | 20       | 7位  |
| 1984 | ドイツ・レーシングカー選手権                     | ブルン・モータースポーツ                   | 5      | 3    | 2  | 1  | 3      | 80       | 1位  |
| 1984 | ノリスリンク・トロフィー                         | ブルン・モータースポーツ                   | 1      | 0    | 0  | 0  | 0      | N/A      | 3位  |
| 1985 | 世界耐久選手権                                   | ブルン・モータースポーツ                   | 4      | 0    | 0  | 2  | 1      | 12       | 32位 |
| 1985 | ドイツ・レーシングカー選手権                     | ブルン・モータースポーツ                   | 1      | 1    | 1  | 0  | 1      | 20       | 12位 |
| 1985 | ノリスリンク・トロフィー                         | ブルン・モータースポーツ                   | 1      | 0    | 1  | 1  | 0      | N/A      | 5位  |
| 1985 | フォーミュラ1世界選手権                          | ティレル・レーシング・オーガナイゼーション | 9      | 0    | 0  | 0  | 0      | 4        | 16位 |

### ヨーロピアン・フォーミュラ2選手権
| 年     | エントラント               | シャシー       | エンジン | 1     | 2       | 3       | 4       | 5     | 6       | 7      | 8       | 9       | 10      | 11      | 12    | 13    | 順位 | ポイント |
| ------ | -------------------------- | -------------- | -------- | ----- | ------- | ------- | ------- | ----- | ------- | ------ | ------- | ------- | ------- | ------- | ----- | ----- | ---- | -------- |
| 1982年 | マウラー・モータースポーツ | マウラー・MM82 | BMW      | SIL 1 | HOC 1   | THR Ret | NÜR 5   | MUG 7 | VLL Ret | PAU NC | SPA Ret | HOC 3   | DON 6   | MAN Ret | PER 2 | MIS 5 | 4位  | 33       |
| 1983年 | マウラー・モータースポーツ | マウラー・MM83 | BMW      | SIL 4 | THR Ret | HOC DNS | NÜR Ret | VLL   | PAU DSQ | JAR 2  | DON 7   | MIS DNS | PER Ret | ZOL 7   | MUG   |       | 9位  | 9        |

- 太字はポールポジション、斜字はファステストラップ。(key)

### フォーミュラ1
| 年     | エントラント | シャシー | エンジン                        | 1       | 2       | 3       | 4       | 5       | 6       | 7       | 8       | 9       | 10      | 11      | 12     | 13      | 14  | 15  | 16  | WDC  | ポイント |
| ------ | ------------ | -------- | ------------------------------- | ------- | ------- | ------- | ------- | ------- | ------- | ------- | ------- | ------- | ------- | ------- | ------ | ------- | --- | --- | --- | ---- | -------- |
| 1984年 | ティレル     | 012      | フォード・コスワース DFY 3.0 V8 | BRA DSQ | RSA DSQ | BEL DSQ | SMR DSQ | FRA DSQ | MON DSQ | CAN DSQ | DET DSQ | DAL DSQ | GBR DSQ | GER     | AUT EX | NED DSQ | ITA | EUR | POR | NC   | 0*       |
| 1985年 | ティレル     | 012      | フォード・コスワース DFY 3.0 V8 | BRA     | POR 6   | SMR Ret | MON DNQ | CAN 11  | DET 4   | FRA 13  | GBR 11  |         |         |         |        |         |     |     |     | 16位 | 4        |
| 1985年 | ティレル     | 014      | ルノー EF4B 1.5 V6 t            |         |         |         |         |         |         |         |         | GER 8   | AUT 7   | NED Ret | ITA    | BEL     | EUR | RSA | AUS | 16位 | 4        |

- 太字はポールポジション、斜字はファステストラップ。(key)
- * : 水タンク事件の発覚によりドライバーズポイントが剥奪され、後半3戦は出場停止となった。

### 世界スポーツカー選手権
| 年     | エントラント                   | クラス | シャシー       | エンジン                   | 1     | 2       | 3       | 4       | 5       | 6     | 7       | 8     | 9     | 10  | 11    | 順位 | ポイント |
| ------ | ------------------------------ | ------ | -------------- | -------------------------- | ----- | ------- | ------- | ------- | ------- | ----- | ------- | ----- | ----- | --- | ----- | ---- | -------- |
| 1982年 | ポルシェ・クレマー・レーシング | C      | ポルシェ・CK5  | ポルシェ Type-935 2.8 F6 t | MNZ   | SIL     | NÜR     | LMS     | SPA Ret | MUG   | FUJ     | BRH   |       |     |       | NC   | 0        |
| 1983年 | ロスマンズ・ポルシェ           | C      | ポルシェ・956  | ポルシェ Type-935 2.6 F6 t | MNZ   | SIL 1   | NÜR Ret | LMS Ret | SPA 2   | FUJ 1 | KYA 1   |       |       |     |       | 4位  | 75       |
| 1984年 | ロスマンズ・ポルシェ           | C1     | ポルシェ・956  | ポルシェ Type-935 2.6 F6 t | MNZ 1 | SIL 10  | LMS     | NÜR 1   |         | MOS 4 | SPA 1   |       | FUJ 1 | KYA | SAN 1 | 1位  | 138      |
| 1984年 | ブルン・モータースポーツ       | C1     | ポルシェ・956B | ポルシェ Type-935 2.6 F6 t |       |         |         |         | BRH 5   |       |         | IMO 1 |       |     |       | 1位  | 138      |
| 1985年 | ブルン・モータースポーツ       | C1     | ポルシェ・962C | ポルシェ Type-935 2.6 F6 t | MUG 3 | MNZ DSQ | SIL     | LMS     |         |       |         |       |       |     |       | 32位 | 12       |
| 1985年 | ブルン・モータースポーツ       | C1     | ポルシェ・956B | ポルシェ Type-935 2.6 F6 t |       |         |         |         | HOC Ret | MOS   | SPA Ret | BRH   | FUJ   | SHA |       | 32位 | 12       |

- 太字はポールポジション、斜字はファステストラップ。(key)

### ル・マン24時間レース
| 年     | チーム               | コ・ドライバー | 車両          | クラス | 周回数 | 総合 順位 | クラス 順位 |
| ------ | -------------------- | -------------- | ------------- | ------ | ------ | --------- | ----------- |
| 1983年 | ロスマンズ・ポルシェ | ヨッヘン・マス | ポルシェ・956 | C      | 281    | DNF       | DNF         |